# Tradução Interlinear do Reino das Escrituras Gregas
A Tradução Interlinear do Reino das Escrituras Gregas (em inglês, The Kingdom Interlinear Translation of the Greek Scriptures) (KIT) é uma tradução interlinear do Novo Testamento da Bíblia Sagrada publicada pela Sociedade Torre de Vigia de Bíblias e Tratados de Nova York, Inc. e traduzida pelo Comissão da Tradução do Novo Mundo da Bíblia. A primeira edição foi lançada em um congresso internacional das Testemunhas de Jeová em 1969. Na revisão de 1985, 800.000 cópias foram produzidas.

## Conteúdo
O texto interlinear fornece O Novo Testamento no Grego Original, de Brooke Foss Westcott e Fenton John Anthony Hort, publicado em 1881, com uma tradução literal do sentido básico fornecida pela Torre de Vigia abaixo de cada palavra grega. Uma coluna adjacente, à direita, fornece o texto da Tradução do Novo Mundo das Escrituras Sagradas (em inglês, 1984), da Sociedade Torre de Vigia, também produzida pelas Testemunhas de Jeová.
As notas marginais referem-se a vários manuscritos bíblicos e traduções da Bíblia. Vários apêndices fornecem informações sobre o alfabeto grego e preposições, mapas da Palestina no primeiro século e informações sobre decisões editoriais relacionadas ao texto da Tradução do Novo Mundo. Uma característica desta tradução é que o nome Jeová foi inserido nas citações das Escrituras Hebraicas nas quais o Tetragrama YHWH é encontrado.

## Recepção
Thomas Nelson Winter, um instrutor de grego na Universidade de Nebraska-Lincoln e ex-presidente da Igreja Unitária de Lincoln, considerou a Tradução Interlinear do Reino das Escrituras Gregas como uma "ajuda altamente útil para o domínio do grego koiné (e clássico)."
Julius R. Mantey afirmou que a KIT "alterou as leituras em dezenas de passagens para declarar o que as Testemunhas de Jeová acreditam e ensinam. Isso é uma distorção, não uma tradução."
De acordo com a edição de 1.º de fevereiro de 1998 de A Sentinela, o professor Jason BeDuhn encomendou cópias da KIT para seus alunos na Universidade de Indiana em Bloomington, e escreveu que "É o melhor Novo Testamento interlinear disponível." E acrescenta: "Esse é basicamente um curso sobre os Evangelhos." 

## Links externos
- Tradução Interlinear do Reino das Escrituras Gregas (1985), site JW.ORG em inglês
- Tradução Interlinear do Reino das Escrituras Gregas (1985), Internet Archive em inglês